# استیون فرانکلین (بازیکن فوتبال آمریکایی)
استیون فرانکلین (زاده ۲۶ سپتامبر ۱۹۸۸) بازیکن فوتبال آمریکایی اهل آمریکا است که اکنون بازیکن آزاد است اما سابقه بازی در تیم سینسیناتی بنگالز را دارد.